# Майоров, Михаил Борисович
Михаи́л Бори́сович Майо́ров (24 января 1999 года, Ростов-на-Дону) — российский дартсмен. Четырёхкратный чемпион России, победитель и призёр всероссийских и международных соревнований. Мастер спорта России.

## Биография
Дартсом занимается с 2014 года. Воспитанник спортивной школы №9. Тренер — Борис Будик.
На юниорском уровне был победителем первенств России, Европы и мира. Во взрослом дартсе стал одним из лидеров сборной Ростовской области. В её составе Майоров трижды становился победителем командного чемпионата России.
В 2022 году вместе с Антоном Колесовым выиграл чемпионат России в парном разряде. В финале ростовский дуэт обыграл Евгения Демиденко и Дмитрия Сизова из Ямало-Ненецкого АО.
Играет 20-граммовыми дротиками Unicorn Jelle Klaasen.

## Вне спорта
Учился на факультете физической культуры в Южном федеральном университете.

## Достижения

### Парные
- Чемпион России (2022)

### Командные
- Чемпион России (2021, 2022, 2024)
- Вице-чемпион России (2023)[6]